# OBX

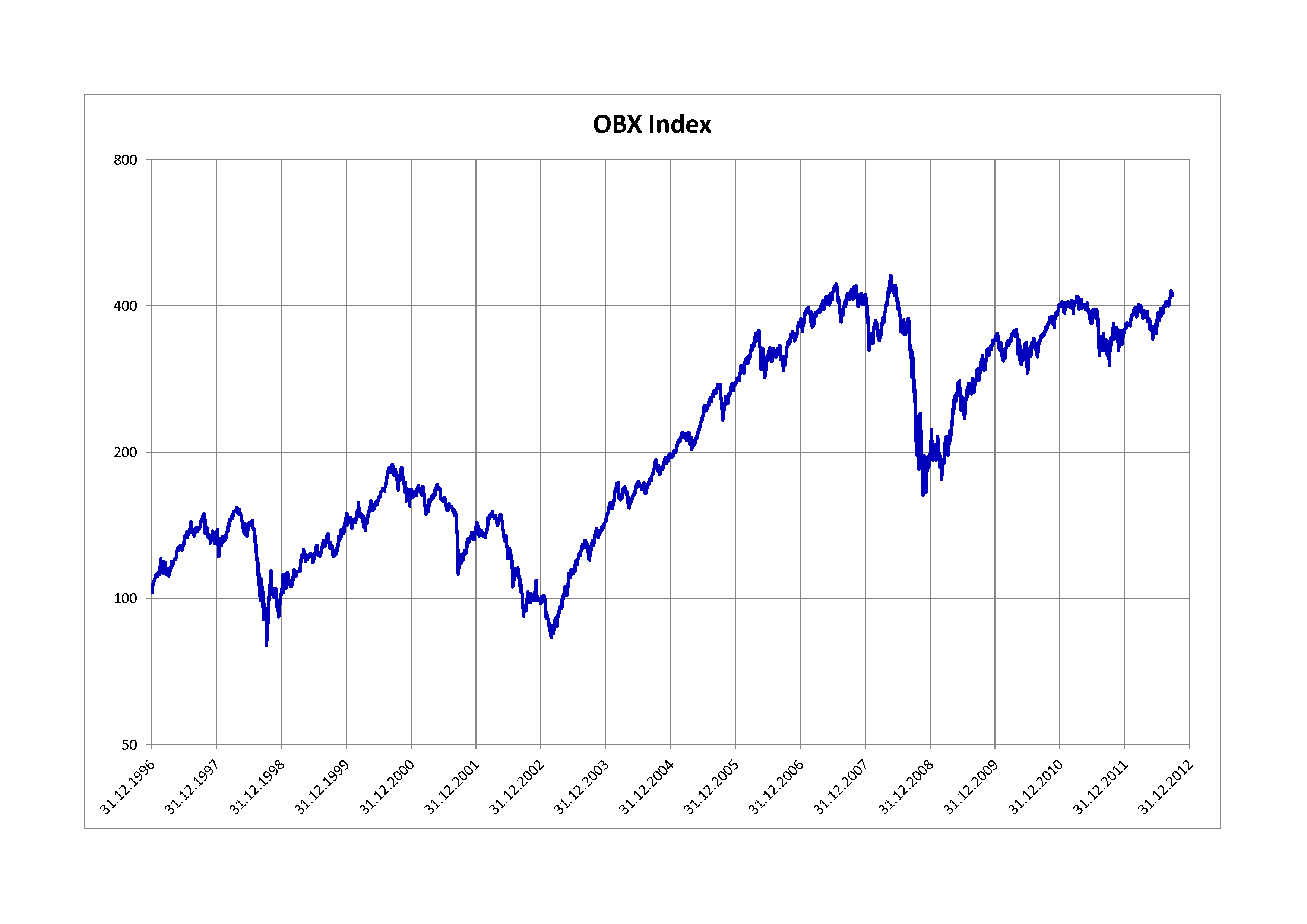

Ne doit pas être confondu avec Oberheim OB-X.
L'OBX est le principal indice de la bourse d'Oslo (en norvégien Oslo Børs). Il est déterminé à partir des 25 entreprises qui sont les plus échangées sur cet indice boursier. Afin de respecter les directives UTICS III, le poids des entreprises qui n'ont pas leur siège social dans l'EEE est limité à 10 %. L'indice est mis à jour tous les six mois. La dernière mise à jour de l'indice a été annoncée en décembre 2014.

## Composition
Composition et poids indiciels au 19 décembre 2014 : 
| Entreprise              | Secteur                   | Symbole | Poids (%) |
| ----------------------- | ------------------------- | ------- | --------- |
| Akastor                 | Pétrole et gaz            | AKA     | 0.35      |
| Aker Solutions          | Pétrole et gaz            | AKSO    | 0.72      |
| BW LPG                  | Pétrole et gaz            | BWLPG   | 0.49      |
| Det Norske Oljeselskap  | Pétrole et gaz            | DETNOR  | 0.40      |
| DnB NOR                 | Banque                    | DNBNOR  | 14.48     |
| DNO International       | Pétrole et gaz            | DNO     | 1.18      |
| Fred. Olsen Energy      | Pétrole et gaz            | FOE     | 0.24      |
| Gjensidige Forsikring   | Assurance                 | GFJ     | 3.12      |
| Golden Ocean Group      | Transport Maritime        | GOGL    | 0.18      |
| Marine Harvest          | Agro-alimentaire          | MHG     | 3.98      |
| Norsk Hydro             | Aluminium                 | NHY     | 7.75      |
| Norwegian Air Shuttle   | Transport Aérien          | NAS     | 1.06      |
| Opera Software          | Logiciels et Informatique | OPERA   | 1.59      |
| Orkla                   | Agro-alimentaire          | ORK     | 5.35      |
| Petroleum Geo-Services  | Pétrole et Gaz            | PGS     | 1.02      |
| Royal Caribbean Cruises | Tourisme                  | RCL     | 4.54      |
| REC Silicon             | Semi-Conducteurs          | REC     | 0.50      |
| Schibsted               | Médias divers             | SCH     | 4.75      |
| Seadrill                | Pétrole et Gaz            | SDRL    | 2.33      |
| Storebrand              | Assurance                 | STB     | 1.78      |
| Statoil                 | Pétrole et Gaz            | STL     | 17.95     |
| Subsea 7                | Pétrole et Gaz            | SUB     | 2.35      |
| Telenor                 | Télécommunication         | TEL     | 14.67     |
| TGS-NOPEC               | Pétrole et Gaz            | TGS     | 2.07      |
| Yara International      | Agriculture               | YAR     | 7.15      |